# 费萨拉巴德县

所在位置

费萨拉巴德县(乌尔都语: ضلع فیصل آباد) ，巴基斯坦旁遮普省的一个县，位于该省中部。总人口5,429,547（1998年），其中42%居住在费萨拉巴德市。

## 行政区划
费萨拉巴德县辖有6个乡。